# Ana Petta
Ana Petta (1978) es una actriz brasileña. Se formó en la Universidad de São Paulo, exactamente en la Escuela de Comunicaciones y Artes de la Universidad de São Paulo (acrónimo en portugués: ECA-USP) en artes escénicas y tiene experiencia de más de diez años como actriz en los campos del teatro, el cine y la televisión. Fue contratada por la Cía. São Jorge de Variedades y hoy es parte del personal de la Cía. do Latão. Su último trabajo en esa compañía fue “Ópera dos Vivos”, dirigido por Sérgio de Carvalho. Participó de los telefilmes “Uns Braços” y en “As Mãos de Meu Filho”, de la TV Record, del “Especial Record de Literatura” de fin de año, que rescatan cuentos de grandes escritores brasileños, y, actualmente, puede ser visto en la televisión en series 9 mm del canal FOX. Actuó también en otros espectáculos, series de televisión y filmes, como el largometraje “O Mundo Invisível”, de la actriz y directora Maria de Medeiros.
Se ha visto involucrada en control judicial de influencias políticas.

## Infancia e influencias
Ana nació el 24 de marzo de 1978 y creció en una familia involucrada con el debate de las ideas y las luchas sociales. Su padre fue un líder estudiantil en la década de 1960, habiendo sido arrestado por la dictadura militar luego del Congreso de la Unión Nacional de los Estudiantes (UNE) realizado en Ibiúna (SP) en el año de 1968. También fue profesor, líder sindical y asesor-técnico del Centro de Estudios Sindicales. Su madre también participaba del movimiento estudiantil en esa década de 1960; luego, se graduó y enseñó en primaria complementaria y en superior. Y se convirtió en líder del movimiento de los maestros en Campinas y participa del directorio ejecutivo de la Confederación Nacional de Trabajadores en Establecimientos de Enseñanza (Contee).

## Carrera

### En la dramaturgia
•2010: Ópera dos Vivos (Cia. do Latão)
•2008: A Comédia do Trabalho (Cia. do Latão)
•2008: Entre o Céu e a Terra (Cia. do Latão)
•2006: Pedro o Cru (Cia. São Jorge de Variedades)
•2004: As Bastianas (Cia. São Jorge de Variedades)
•2001: Biedermann e os Incendiários (Cia. São Jorge de Variedades)
•2001: Um Credor da Fazenda Nacional (Cia. São Jorge de Variedades)

### En la ficción televisiva
•2011: A Vida da Gente (Red Globo)
•2010: As mãos de meu filho (TV Record)
•2010: 9MM – 1ª e 2ª Temporada (FOX)
•2009: Uns Braços (TV Record)
•2009: Café (Especial TV Brasil)

### En la ficción cinematográfica
- 1997: O Noviço Rebelde .... copera (como Ana Cristina Petta)[4]
- •2001: Vontade
- •2004: Amarelo Canário
- •2010: Tempo Morto
- •2010: Trabalhar Cansa[5]
- •2011: O Mundo Invisível